# Регије Италије
Регије (итал. regioni — региони, једн.  — регион) јесу првостепена административна подјела Италијанске Републике, чинећи другостепени НТСЈ административни ниво. Постоји 20 регија, од којих пет имају уставно ширу аутономију додјељену посебним статусима.
Свака регија, изузев Долина Аосте, подијељена је на покрајине. Регије су аутономни субјекти са овлашћењима дефинисаним у уставу.

## Историја
Као административни окрузи средишње државе током постојања Краљевине Италије, регијама је додјељена мјера политичке аутономије Уставом Италијанске Републике 1948. године. Првобитни нацрт списка обухватао је и регију Саленто (која је на крају укључена у Апулију). Фрулија и Јулијанска крајина су били засебне регије, а Базиликата је првобитно названа Луканија. Абруцо и Молизе су идентификовани као засебне регије у првобитном нацрту. Касније су спојени у регију Абруцо и Молизе у коначном уставу из 1948. године. Поново су раздвојени 1963. године.
Спровођење регионалне аутономије одложено је до првих регионалних избора 1970. године. Владајућа Хришћанска демократија није жељела да опозициона Италијанска комунистичка партија преузме власт у регијама, у којима је историјски била укоријењена (тзв. црвени појас Емилија-Ромања, Тоскана, Умбрија и Марка).
Регије су стекле значајан степен аутономије након уставне реформе 2001. године (које је усвојила влада лијевог центра и које су потврђене референдумом), којом им је додјељен остатак политичке надлежности. Још једну федералистичку уставну реформу предложила је Сјеверна лига, а 2005. године влада десног центра на челу са Силвијом Берлусконијем предложила је нову уставну реформу којом би се овлашћења регија знатно повећала.
У јуну 2006. године, приједлози који су нарочито били повезани са Сјеверном лигом, а које су поједини видјели као пут ка федералној држави, одбијени су на референдуму у односу 61,7%—38,3%. Резултати су се знатно разликовали у различитим регијама, па је тако у Венету било 55,3% у корист референдума док је у Калабрији било 82% против приједлога.

### Контрола регија
Број регија које је контролисала свака коалиција од 1995. године:

## Регије
| Застава                    | Регија                     | Статус    | Становништво (јануар 2016) | Становништво (јануар 2016) | Површина | Површина | Густина стан. | ИХР   | Гл. град  | Предсједник | Предсједник                                          | Бр. комуна | Покр. или метроп. градови |
| Застава                    | Регија                     | Статус    | Број                       | %                          | km²      | %        | Густина стан. | ИХР   | Гл. град  | Предсједник | Предсједник                                          | Бр. комуна | Покр. или метроп. градови |
| -------------------------- | -------------------------- | --------- | -------------------------- | -------------------------- | -------- | -------- | ------------- | ----- | --------- | ----------- | ---------------------------------------------------- | ---------- | ------------------------- |
| Абруцо                     | Абруцо                     | Обичан    | 1,326,513                  | 2.19%                      | 10,832   | 3.59%    | 122           | 0.890 | Л’Аквила  |             | Luciano D'Alfonso Демократска партија                | 305        | 4                         |
| Долина Аосте               | Долина Аосте               | Аутономан | 127,329                    | 0.21%                      | 3,261    | 1.08%    | 39            | 0.878 | Аоста     |             | Nicoletta Spelgatti Сјеверна лига                    | 74         | 1                         |
| Апулија                    | Апулија                    | Обичан    | 4,077,166                  | 6.72%                      | 19,541   | 6.47%    | 209           | 0.852 | Бари      |             | Michele Emiliano Демократска партија                 | 25         | 6                         |
| Базиликата                 | Базиликата                 | Обичан    | 573,694                    | 0.95%                      | 10,073   | 3.33%    | 57            | 0.857 | Потенца   |             | Marcello Pittella Демократска партија                | 131        | 2                         |
| Калабрија                  | Калабрија                  | Обичан    | 1,970,521                  | 3.25%                      | 15,222   | 5.04%    | 129           | 0.850 | Катанцаро |             | Mario Oliverio Демократска партија                   | 405        | 5                         |
| Кампанија                  | Кампанија                  | Обичан    | 5,850,850                  | 9.64%                      | 13,671   | 4.53%    | 428           | 0.847 | Напуљ     |             | Vincenzo De Luca Демократска партија                 | 550        | 5                         |
| Емилија-Ромања             | Емилија-Ромања             | Обичан    | 4,448,146                  | 7.33%                      | 22,453   | 7.43%    | 198           | 0.915 | Болоња    |             | Stefano Bonaccini Демократска партија                | 333        | 9                         |
| Фурланија-Јулијска крајина | Фурланија-Јулијска Крајина | Аутономан | 1,221,218                  | 2.01%                      | 7,862    | 2.60%    | 155           | 0.898 | Трст      |             | Massimiliano Fedriga Сјеверна лига                   | 216        | 4                         |
| Лацио                      | Лацио                      | Обичан    | 5,888,472                  | 9.70%                      | 17,232   | 5.70%    | 342           | 0.909 | Рим       |             | Nicola Zingaretti Демократска партија                | 378        | 5                         |
| Лигурија                   | Лигурија                   | Обичан    | 1,571,053                  | 2.59%                      | 5,416    | 1.79%    | 290           | 0.896 | Ђенова    |             | Giovanni Toti Напред Италијо                         | 235        | 4                         |
| Ломбардија                 | Ломбардија                 | Обичан    | 10,008,349                 | 16.50%                     | 23,864   | 7.90%    | 419           | 0.907 | Милано    |             | Attilio Fontana Сјеверна лига                        | 1,523      | 12                        |
| Марке                      | Марке                      | Обичан    | 1,543,752                  | 2.54%                      | 9,401    | 3.11%    | 164           | 0.896 | Анкона    |             | Luca Ceriscioli Демократска партија                  | 229        | 5                         |
| Молизе                     | Молизе                     | Обичан    | 312,027                    | 0.51%                      | 4,461    | 1.48%    | 70            | 0.867 | Кампобасо |             | Donato Toma Напред Италијо                           | 136        | 2                         |
| Пијемонт                   | Пијемонт                   | Обичан    | 4,404,246                  | 7.26%                      | 25,387   | 8.40%    | 173           | 0.892 | Торино    |             | Sergio Chiamparino Демократска партија               | 1,202      | 8                         |
| Сардинија                  | Сардинија                  | Аутономан | 1,658,138                  | 2.73%                      | 24,100   | 7.98%    | 69            | 0.863 | Каљари    |             | Francesco Pigliaru Демократска партија               | 377        | 5                         |
| Сицилија                   | Сицилија                   | Аутономан | 5,074,261                  | 8.36%                      | 25,832   | 8.55%    | 196           | 0.845 | Палермо   |             | Nello Musumeci Постаће најљепша                      | 390        | 9                         |
| Трентино-Јужни Тирол       | Трентино-Јужни Тирол       | Аутономан | 1,059,114                  | 1.75%                      | 13,606   | 4.50%    | 78            | 0.919 | Тренто    |             | Arno Kompatscher Јужнотиролска народна странка       | 293        | 2                         |
| Тоскана                    | Тоскана                    | Обичан    | 3,744,398                  | 6.17%                      | 22,987   | 7.61%    | 163           | 0.903 | Фиренца   |             | Enrico Rossi Члан 1. — Демократски и напредни покрет | 276        | 10                        |
| Умбрија                    | Умбрија                    | Обичан    | 891,181                    | 1.47%                      | 8,464    | 2.80%    | 105           | 0.889 | Перуђа    |             | Catiuscia Marini Демократска партија                 | 92         | 2                         |
| Венето                     | Венето                     | Обичан    | 4,915,123                  | 8.10%                      | 18,407   | 6.09%    | 267           | 0.896 | Венеција  |             | Luca Zaia Сјеверна лига                              | 575        | 7                         |
| Италија                    | Италија                    | —         | 60,665,551                 | 100.00%                    | 302,073  | 100.00%  | 201           | 0.887 | Рим       |             | Серђо Матарела Независни                             | 7,978      | 107                       |

## Макрорегије
Макрорегије су првостепени НТСЈ административни ниво Европске уније.
| Мапа | Макрорегија    | Регије                                                                | Главни град | Становништво (јануар 2016) | Становништво (јануар 2016) | Површина (km²) | Површина (km²) | Густина стан. |
| Мапа | Макрорегија    | Регије                                                                | Главни град | Number                     | %                          | km²            | %              | Густина стан. |
| ---- | -------------- | --------------------------------------------------------------------- | ----------- | -------------------------- | -------------------------- | -------------- | -------------- | ------------- |
|      | Сјеверозападна | Долина Аосте Лигурија Ломбардија Пијемонт                             | Милано      | 16,110,977                 | 26.56%                     | 57,928         | 19.18%         | 278           |
|      | Сјевероисточна | Емилија-Ромања Фурланија-Јулијска Крајина Трентино-Јужни Тирол Венето | Болоња      | 11,643,601                 | 19.19%                     | 62,328         | 20.63%         | 187           |
|      | Средишња       | Лацио Марке Тоскана Умбрија                                           | Рим         | 12,067,803                 | 19.89%                     | 58,084         | 19.23%         | 208           |
|      | Јужна          | Абруцо Апулија Базиликата Калабрија Кампања Молизе                    | Напуљ       | 14,110,771                 | 23.26%                     | 73,800         | 24.43%         | 191           |
|      | Острвска       | Сардинија Сицилија                                                    | Палермо     | 6,732,399                  | 11.10%                     | 49,932         | 16.53%         | 135           |

## Статус
Свака регија има статут који служи као регионални устав, одређујући облик власти и темељне принципе организације и функционисања регије, које су прописане Уставом Италије (члан 123). Иако се све регије, осим Тоскане, дефинишу на различите начине као „аутономне регије” у првом члану својих статута, петнаест регија има обичне статуте, а пет има посебне статуте, који има дају проширену аутономију.

### Регије са обичним статутом
Ове регије, чије статуте су одобрили регионални савјети, основани су 1970. године, иако италијански устав датира из 1948. године. Од уставне реформе 2001. године, оне стичу и остала законодавна овлашћења. Регије имају законодавну власт за све послове за које није изричито наведено да улазе у законодавни дјелокруг Државе (члан 117). Ипак, њихова финансијска аутономија је веома скромна: регија задржавају само 20% свих наплаћених пореза, које углавном користе за финансирања здравственог система у регији.

### Аутономне регије са посебним статутом
Члан 116. Устава Италије одобрава одређене самоуправу у пет регија (Сардинија, Сицилија, Трентино-Јужни Тирол, Долина Аосте и Фурланија-Јулијска крајина), дозвољавајући им законодавна, административна и финансијска овлашћења у различитој мјери, зависно од њиховог посебног статута. Ове регије су постале аутономне како би узеле у обзир културне разлике и заштитиле језичке мањине. Штавише, влада је жељела да спријечи њихов сецесионизам од Италије послије Другог свјетског рата.
Трентино-Јужни Тирол представља посебан случај. Ова регије је скоро без овлашћења, а надлежности које додјељује регионални статут у највећој мјери користе двије аутономне покрајине регије, Трентино и Јужни Тирол. У овом случају, регионалне институције играју само координациону улогу.